# Bill Hybels
William (Bill) Hybels (Kalamazoo (Michigan), 12 december 1951) is een Amerikaanse schrijver en voormalig voorganger. Hij is oprichter van de Willow Creek Community Church, een van de grootste kerken in Noord-Amerika, en was daar tot 2018 voorganger en daarmee een van de vooraanstaande figuren van het evangelisch christendom in de Verenigde Staten. Nadat hij werd beschuldigd van seksueel grensoverschrijdend gedrag, kan hij sinds 2018 zijn ambt niet langer uitvoeren.

## Levensloop
Hybels behaalde een bachelor in de theologie aan de Trinity International University, waar hij in de jaren zeventig studeerde. Hij was in 1971 jeugdvoorganger bij een kerk. Over een periode van drie jaar groeide de jeugdgroep uit van 25 tot twaalfhonderd leden. Hybels deed onderzoek naar de redenen waarom mensen niet naar de kerk gingen. Veel voorkomende antwoorden waren: "het is saai", "ze vragen altijd om geld" en "ik hou er niet van als er tegen me gepredikt wordt".
Hybels wilde het anders doen en begon in oktober 1975 een eigen kerk in een bioscoop met de naam Willow Creek in Illinois. Bij de eerste dienst waren 125 mensen aanwezig, twee jaar later telde de kerk al tweeduizend bezoekers. In 2000 woonden 15 000 mensen wekelijks de zes zondagse diensten bij. In 2004 werd er een nieuw kerkgebouw geopend met een capaciteit van zevenduizend plaatsen.
Hybels wil politiek neutraal te blijven. In 2010 introduceerde hij wel president Barack Obama bij diens aankondiging van een nieuwe immigratiewet. Samen met zijn vrouw Lynn heeft hij twee kinderen.

#### Beschuldigingen
In april 2018 ging hij vroegtijdig met pensioen wegens aanhoudende berichten over het (seksueel getint) lastigvallen van leidinggevende vrouwen in zijn kerk. Hij sprak aanvankelijk alle beschuldigingen tegen, maar de oudstenraad van Willow Creek, die hem eerder nog steunde, kwam tot de conclusie dat Hybels zich wel degelijk met deze zonde had ingelaten. In de nasleep van het schandaal stapten enkele maanden later ook enkele voorgangers van lokale afdelingen op, waarna de gehele oudstenraad eind 2018 aftrad.

## Kerkmodel
Willow Creek kreeg internationale bekendheid door het kerkmodel dat erop gericht was om zo aantrekkelijk mogelijk te zijn voor buitenstaanders ("seeker sensitive"). Daarbij was het belangrijk aan te sluiten bij hun behoeften. In 2007 bleek uit een studie dat het Willow Creek-model er wel in slaagde om nieuwe mensen bij de kerk te betrekken, maar dat het veel lastiger was om ze vervolgens voor langere tijd vast te houden. Hybels reageerde zelf door te stellen dat ze zich hadden vergist.
De organisatie van Hybels organiseert jaarlijks in augustus de Global Leadership Summit. Dit is een jaarlijkse conferentie rondom het thema "leiderschap". Via videoverbindingen wordt de Summit wereldwijd op een groot aantal locaties uitgezonden. Zo waren er in 2012 meer dan tweehonderd aparte bijeenkomsten waar meer dan 160 000 kerkbezoekers de Summit volgden.

## Nederland
In 1992 werd de  Willow Creek Association opgericht, die sinds 1995 een eigen afdeling in Nederland had. Willow Creek Nederland fuseerde in oktober 2016 met Stichting Opwekking. Verschillende Nederlandse evangelische organisaties, zoals de Vrije Baptistengemeente Bethel in Drachten en Evangelische kerk De Pijler in Lelystad, hanteerden het gemeenteopbouwmodel van Willow Creek.
Hybels schreef een groot aantal boeken, waarvan meerdere in het Nederlands werden vertaald. Zijn bekendste boeken zijn Te druk om niet te bidden (2000) en Wie je bent als niemand kijkt (2003).

## Trivia
- In de film The Case for Christ (2017) wordt Hybels gespeeld door acteur Jordan Cox.

- Bibsys: 90883448
- Bibliothèque nationale de France: cb12430372f (data)
- Gemeinsame Normdatei: 115455655
- International Standard Name Identifier: 0000 0001 2125 3136
- Library of Congress Control Number: n78067125
- Nationale Bibliotheek van Letland: 000203018
- Nationale Bibliotheek van Tsjechië: mzk2015878133
- Nationale Bibliotheek van Polen: a0000001943029
- Nederlandse Thesaurus van Auteursnamen: 086729861
- LIBRIS: 345907
- SNAC: w61598fd
- Système universitaire de documentation: 033438390
- Virtual International Authority File: 27156994
- WorldCat: E39PBJqBrtqfYkrmgd39jgtxjC